# 준지아이

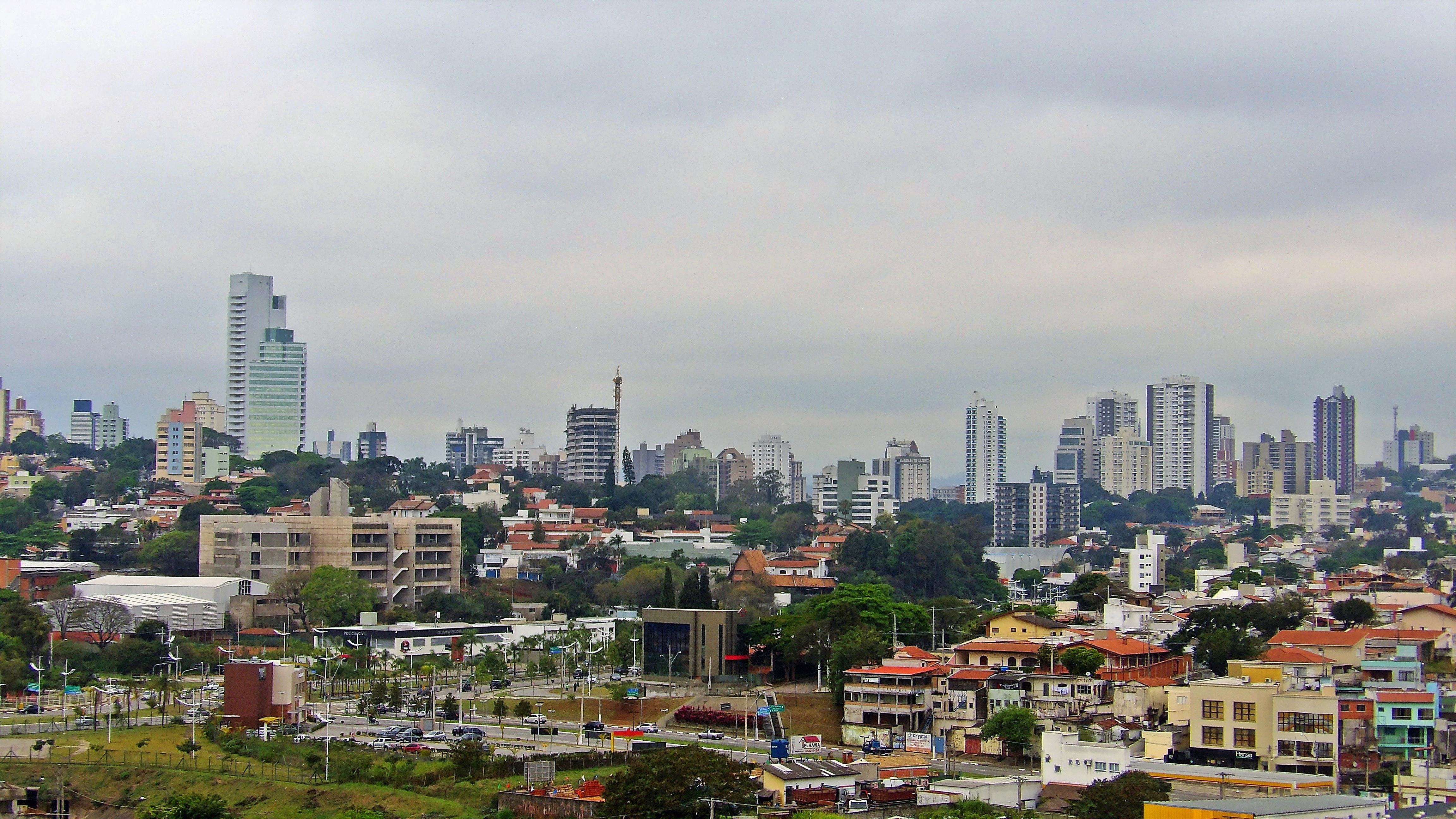
준지아이

준지아이의 위치

준지아이(포르투갈어: Jundiaí)는 브라질 상파울루주의 도시로 면적은 431.21km2, 높이는 761m, 인구는 401,896명(2015년 기준), 인구 밀도는 930명/km2이다. 상파울루에서 북쪽으로 60km 정도 떨어진 곳에 위치한다.

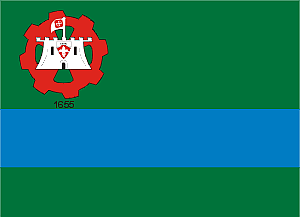
시기
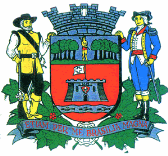
시 문장

## 자매 도시
- 일본 이와쿠니시
- 이탈리아 파도바
- 미국 트렌턴